# Olivetti M20
L'Olivetti M20 è un personal computer sviluppato nell'Olivetti Advanced Technology Center di Cupertino da Olivetti e presentato al pubblico nel 1982.
Studiato per attirare i potenziali acquirenti del PC IBM, risultava incompatibile con quest'ultimo a causa del sistema operativo, il PCOS, interamente sviluppato da Olivetti e dalla scelta di un microprocessore potente ma poco diffuso, lo Zilog Z8001. Per questo motivo, questo modello fu soppiantato in favore dell'M24, il quale era compatibile con il PC IBM. Una scheda di espansione (detta Alternate Processor Board) permetteva di utilizzare un microprocessore Intel 8086 e di far girare una versione dell'MS-DOS.
La macchina era indirizzata agli uffici per svolgere compiti di contabilità e di archivio (nel catalogo Olivetti figuravano infatti anche programmi per svolgere questo genere di attività, nonché una versione di Microsoft Multiplan), ma ne era disponibile una versione con doppia interfaccia seriale RS232 current loop e interfaccia IEEE 488. Ciò rendeva la macchina molto appetibile per applicazioni tecniche e industriali.
La sua produzione fu avviata nello stabilimento di Scarmagno, accanto alle linee di produzione degli ultimi esemplari del P6066.

## Caratteristiche tecniche

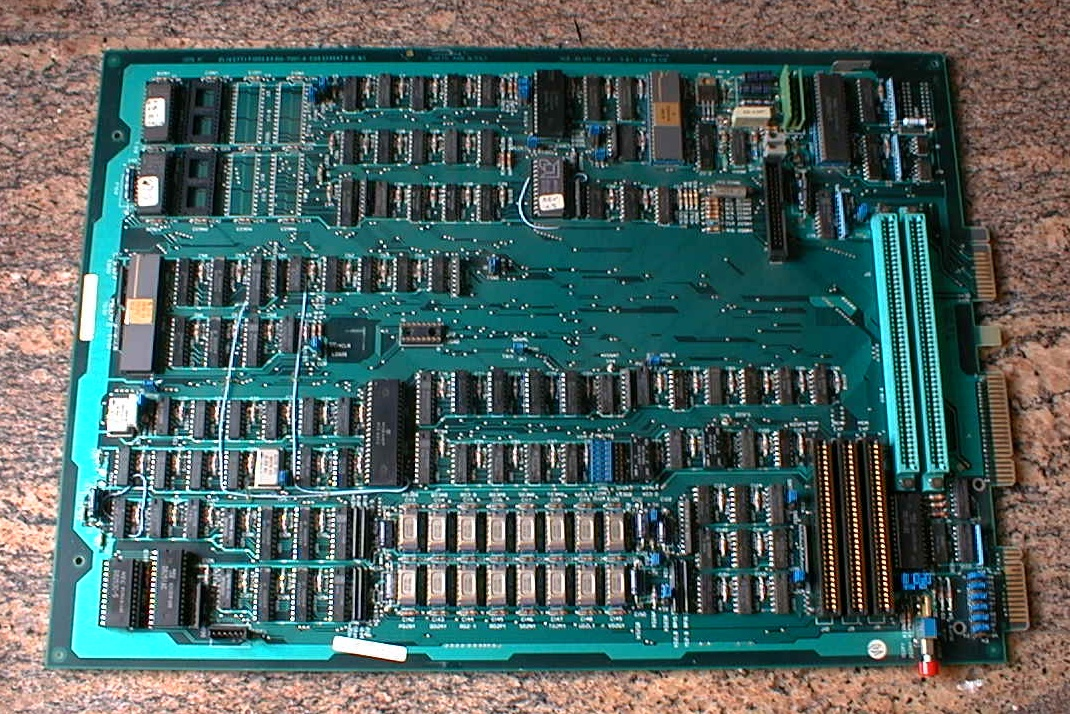
Motherboard

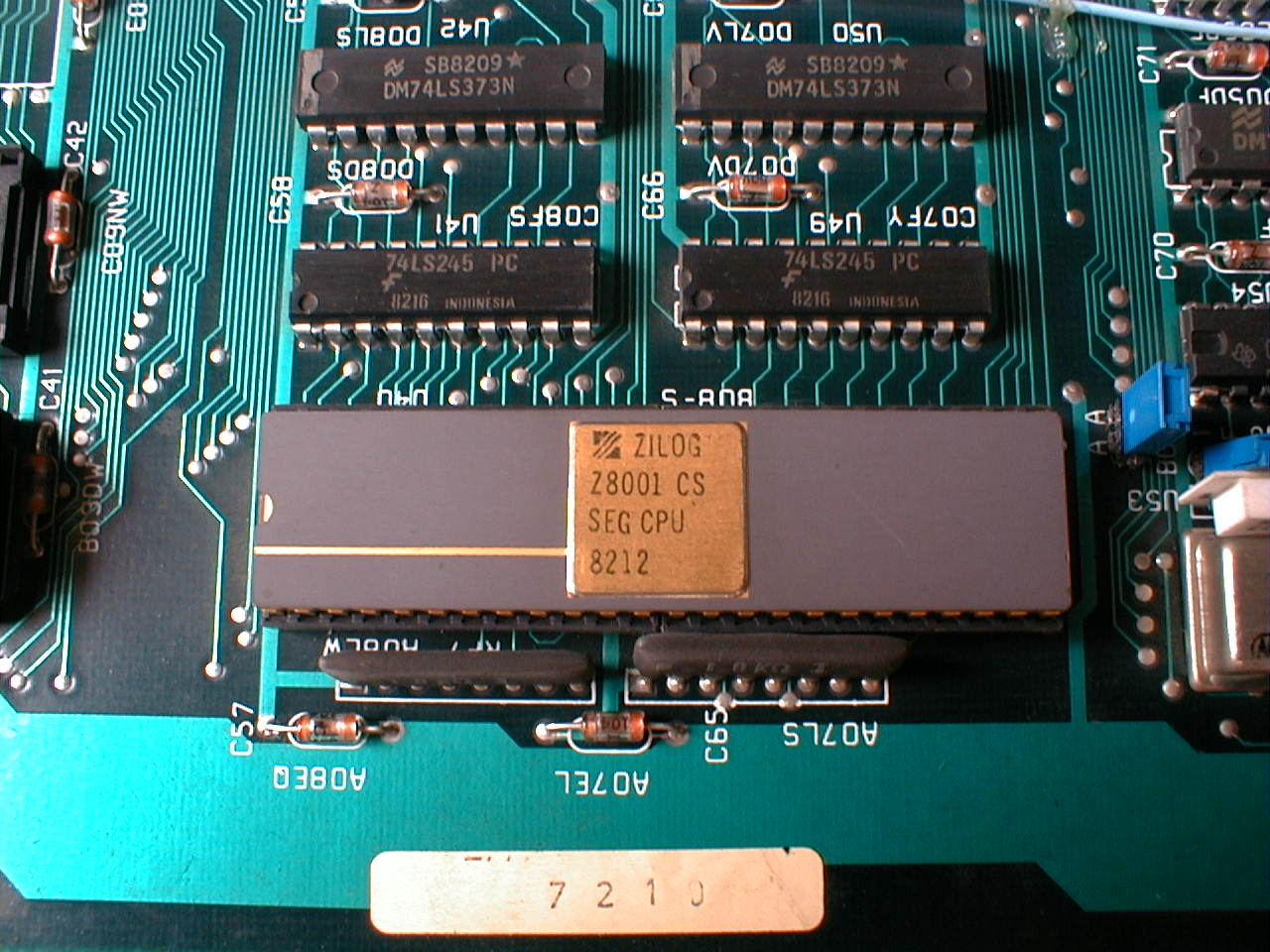
CPU Zilog Z8001

| Processore:           | Zilog Z8001                                                |
| Velocità di clock:    | 4 MHz                                                      |
| RAM:                  | 128 kB espandibile fino a 512 kB                           |
| ROM:                  | 8 kB contenente il bootloader e alcune funzioni di I/O     |
| Sistemi operativi:    | PCOS, CP/M8000, MS-DOS (con l'adattatore APB 8086)         |
| Schermi:              | Bianco e nero, verde, ambra, 4 o 8 colori                  |
| Risoluzione grafica:  | 512×256 pixel                                              |
| Griglia di testo:     | 80×25 oppure 64×16 caratteri                               |
| Drive per floppy:     | Uno o due da 160 kB-320 kB-640 kB in formato 5¼"           |
| Hard disk:            | 11,5 MB Winchester opzionale                               |
| Interfacce di serie:  | RS232 e Parallela (Centronics), con connettori proprietari |
| Interfacce opzionali: | Doppia RS232 (normale e current-loop) e IEEE488            |